# Світозари
«Світозари» — український музичний гурт, створений 1986 року в місті Підгайці на Тернопільщині при місцевому Будинку культури. У 1987 році отримав звання Народного самодіяльного. З 1995 року резидує у Тернополі. Інціатор створення, художній керівник — музикант і автор пісень Ігор Яснюк. Лавреат та дипломант всеукраїнських та міжнародних конкурсів.

## Відомості
З початку кар'єри виконавці виграли декілька гран-прі фестивалів, подорожують з гастролями по Україні, Європі, США та інших країнах. Цей колектив був досить популярним у 1990-х.
З 1995 року перебуває у Тернополі: спочатку при ПК «Текстильник», з 2002 — при Палаці культури «Березіль». У 2005 році з гастролями (7 концертів) побували у США. Основу гурту (1990-2005) складали Ігор Яснюк, Роман Рудий та Олександр Хрипливий. 
Після цієї поїздки якийсь час у творчій діяльності «Світозарів» панувало затишшя. Доки за гурт не взявся директор рекордингової студії та продюсерського центру «ГроЛіс» Ярослав Громадський.
Оновився й склад команди — Ігор Яснюк (вокал, гітара, художній керівник), Олександр Малютін (гітара), Дмитро Макух (бас-гітара, вокал), Василь Жук (вокал, клавішні інструменти), Віктор Семчук (ударні інструменти).
Із програмою «Мій рідний край» гурт об'їздив практично всю Тернопільщину. У виконанні гурту звучать пісні «Мій рідний край Галичина», «Мамина криниця», «Мій рідний край», «Ти — сонце», «Роки летять» та інші.
Під час концерту в ПК «Березіль» у червні 2009 клавішником — Ігор Вінцінський. Склад зберігся принаймні до концерту в Золочеві у квітні 2014.
Авторами слів до кількох пісень гурту є Людмила Кірик-Радомська (Мамина Криниця), Микола Луків (Не моя вина), Наталія Папроцька.
Одним із засновників був Олексій Гайдукевич на той час директор Підгаєцького будинку культури. 
Учасники гурту за весь час існування:  Володимир Гайдукевич, Роман Трач, Олександр Марчило, Ігор Рудий, Ігор Джура, Олександр Доскоч, Юрій Голояд, Володимир Метельський, Ярослав Шайна, Роман Стець, Богдан Губяк, Роман Мелех, Мирон Балюх, Ігор Макар, Андрій Берестецький, Вадим Добреля.
Сесійні музиканти Ігор Марущак, Олег Романів, Анатолій Палиця.

## Дискографія
- 1994 — «Черешневий гай»
- 1997 — «Доля»
- 2000 — «Побажай фортуни кораблю»
- 2005 — «Отчий дім»